# Montez Sweat
Shaquan Montez Sweat (geboren am 4. September 1996 in Richmond, Kentucky) ist ein US-amerikanischer American-Football-Spieler, der auf der Position des Defensive Ends für die Chicago Bears spielt. Zuvor stand Sweat bei den Washington Commanders unter Vertrag. Er spielte College Football für die Mississippi State University.

## College
Sweat wuchs in Stone Mountain, Georgia, bei seinen Großeltern auf und ging dort auf die Stephenson High School. Anschließend besuchte er ab 2014 die Michigan State University, wo er für die Spartans spielte. Nach einem Redshirt-Jahr wurde er im September 2015 wegen einer nicht näher genannten Verletzung der Teamregeln suspendiert. Am 18. April 2016 gab der Head Coach der Spartans bekannt, dass Sweat aus „persönlichen Gründen“ das Team verlassen würde. Daraufhin spielte er 2016 Football an einem Community College, dem Copiah–Lincoln Community College. Zur Saison 2017 schloss Sweat sich dem Team der Mississippi State University, den Bulldogs an. Mit 10,5 Sacks in der Saison 2017 war er der in dieser Statistik effektivste Pass Rusher in der Southeastern Conference (SEC) und landesweit der achtbeste Spieler in der NCAA Division I FBS. In seinem Senior-Jahr verbuchte Sweat 12 Sacks. Von der Football Writers Association of America wurde er 2018 als All-American ausgezeichnet, in beiden Jahren für Mississippi State wurde er in das All-Star-Team der SEC gewählt. Sweat nahm am Senior Bowl 2019 teil.

## NFL
Beim NFL Combine lief Sweat den 40 Yard Dash in 4,41 Sekunden und stellte damit eine neue Bestzeit für einen Defensive-Line-Spieler auf. Infolge von medizinischen Untersuchungen beim Combine wurde Sweat hypertrophe Kardiomyopathie, ein Herzfehler, diagnostiziert, was dafür sorgte, dass einige Teams ihn im Draft nicht berücksichtigten. Spätere Untersuchungen konnten die Diagnose allerdings nicht bestätigen. Im NFL Draft 2019 gaben die Washington Redskins ihren Zweitrundenpick in diesem und im Jahr darauf für den 26. Pick der Indianapolis Colts ab, mit dem sie Sweat auswählten.
In seiner Rookiesaison erzielte Sweat als Outside Linebacker sieben Sacks. Zur Saison 2020 stellte das Team auf eine 4-3 Defense um, sodass Sweat auf die Position des Defensive Ends wechselte und dafür 15 Pfund an Gewicht zulegte. Vor Saisonbeginn legte das Franchise aus Washington zudem seinen lange in der Kritik stehenden Beinamen ab und ging als Washington Football Team in die neue Spielzeit.
Beim 41:16-Sieg des Football Team gegen die Dallas Cowboys an Thanksgiving 2020 gelang Sweat im vierten Viertel sein erster Touchdown in der NFL, als er einen Pass von Andy Dalton abfangen konnte. Mit insgesamt neun Sacks war er 2020 der in dieser Statistik erfolgreichste Spieler seines Teams. Am achten Spieltag der Saison 2021 brach Sweat sich bei der Partie gegen die Denver Broncos den Kiefer und fiel daraufhin für mehrere Wochen aus. Zudem verpasste er die letzten beiden Partien aus persönlichen Gründen, nachdem sein Bruder ums Leben gekommen war. Insgesamt kam Sweat 2021 in zehn Spielen auf fünf Sacks und drei erzwungene Fumbles. Am 2. Februar 2022 änderte das Football Team seinen Namen zu Washington Commanders. Ende April 2022 zogen die Commanders die Fifth-Year-Option von Sweats Rookievertrag, was ihm 11,5 Millionen US-Dollar für die Saison 2023 einbrachte. In der Saison 2022 verzeichnete er acht Sacks und mit 14 Tackles für Raumverlust einen neuen Karrierebestwert.
Am 31. Oktober 2023 gaben die Commanders Sweat im Austausch gegen einen Zweitrundenpick 2024 an die Chicago Bears ab.

### NFL-Statistiken
| Saison                             | Saison | Spiele | Spiele      | Tackles | Tackles | Tackles | Tackles | Interceptions | Interceptions | Interceptions | Interceptions | Interceptions | Fumbles | Fumbles | Fumbles |
| Jahr                               | Team   | Spiele | als Starter | Gesamt  | Solo    | Att     | Sacks   | PD            | INT           | Yds           | Lng           | TD            | FF      | FR      | TD      |
| ---------------------------------- | ------ | ------ | ----------- | ------- | ------- | ------- | ------- | ------------- | ------------- | ------------- | ------------- | ------------- | ------- | ------- | ------- |
| 2019                               | WAS    | 16     | 16          | 50      | 31      | 19      | 7,0     | 2             | 0             | 0             | 0             | 0             | 2       | 0       | 0       |
| 2020                               | WAS    | 16     | 16          | 45      | 28      | 17      | 9,0     | 6             | 1             | 15            | 15            | 1             | 2       | 0       | 0       |
| 2021                               | WAS    | 10     | 10          | 24      | 13      | 11      | 5,0     | 0             | 0             | 0             | 0             | 0             | 3       | 0       | 0       |
| 2022                               | WAS    | 17     | 17          | 46      | 27      | 19      | 8,0     | 2             | 0             | 0             | 0             | 0             | 0       | 0       | 0       |
| 2023                               | WAS    | 8      | 8           | 32      | 21      | 11      | 6,5     | 1             | 0             | 0             | 0             | 0             | 2       | 0       | 0       |
| 2023                               | CHI    | 9      | 9           | 25      | 17      | 8       | 6,0     | 3             | 0             | 0             | 0             | 0             | 1       | 0       | 0       |
| 2024                               | WAS    | 16     | 16          | 32      | 18      | 14      | 5,5     | 2             | 0             | 0             | 0             | 0             | 2       | 0       | 0       |
| Gesamt                             | Gesamt | 92     | 92          | 254     | 155     | 99      | 47,0    | 16            | 1             | 15            | 15            | 1             | 12      | 0       | 0       |
| Quelle: pro-football-reference.com |        |        |             |         |         |         |         |               |               |               |               |               |         |         |         |